# Santa Maria di Galeria

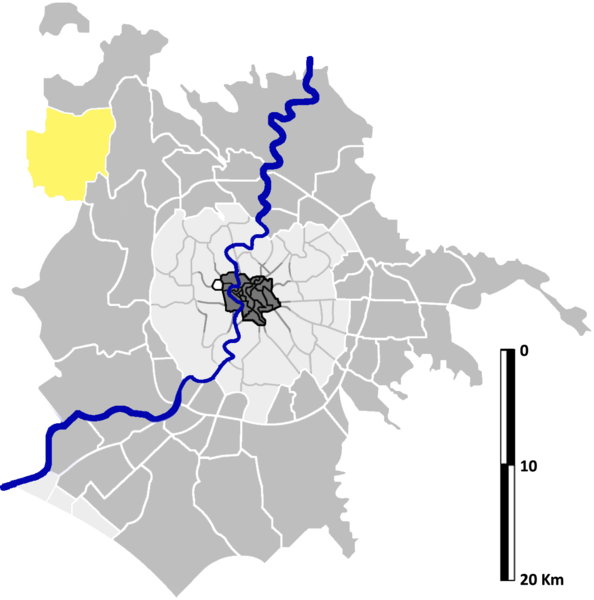
Localisation de Santa Maria di Galeria sur la carte administrative de Rome.

Santa Maria di Galeria est une zone de Rome située au nord-ouest de la ville dans l'Agro Romano. Elle est désignée dans la nomenclature administrative par Z.XLIX et fait partie du Municipio XIV. 
Sa population est de 3 612 habitants répartis sur une superficie de 47,29 km2. Elle forme également une « zone urbanistique » désigné par le code 19.h, qui compte en 2010 3 770 habitants.

## Histoire
Cette zone était le lieu de la cité antique de Galeria Vecchia qui lui donne son nom.
Le 8 octobre 1951, un accord est négocié entre l'État italien et le Vatican pour l'installation d'un nouveau centre d'émission et de transmission de Radio Vatican sur 424 hectares. Les travaux débutent en 1954 et le pape Pie XII inaugure les locaux le 27 octobre 1957.

## Culture et patrimoine
- L'église Santa Maria in Celsano

C'est dans cette commune que fut tournée une partie du vidéo clip de Depeche Mode Behind the Wheel en 1987 par Anton Corbijn.